# Empain (tramhalte)
Empain is een tramhalte van de Brusselse vervoersmaatschappij MIVB, gelegen in de gemeente Oudergem.

## Geschiedenis
De halte Empain werd tot en met 13 maart 2011 bediend door buslijn 42, dat van Transvaal tot Viaduct E40 reed. Met de verlenging van tramlijn 94 van Herrmann-Debroux tot Trammuseum op 14 maart 2011 werd dit trajectdeel overgenomen en buslijn 42 beperkt tot Trammuseum. Sinds 29 september 2018 bedienen de trams de halte niet meer als halte van de voormalige tramlijn 94 maar als onderdeel van de verlengde tramlijn 8.

## Situering
Beide tramsporen en perrons zijn gelegen op de Vorstlaan ter hoogte van de Hertoginnendal aan beide zijden van de centrale rijen bomen. Bij de bouw van de trambeddingen werd telkens de derde rijstrook van de autoweg opgeofferd ten voordele van de tram. Hierdoor bevinden de wachthokjes en perrons zich op de middenberm. In beide richtingen stoppen de trams telkens na de verkeerslichten ter versnelling van de snelheid van de tram en het vermijden van lange wachttijden.
Louiza · 
Stefania · 
Defacqz · 
Baljuw · 
Vleurgat · 
Abdij · 
Legrand · 
Ter Kameren-Ster · 
Buyl · 
Johanna · 
ULB · 
Solbos · 
Marie-José · 
Brazilië · 
Boondaal Station · 
Renbaan van Bosvoorde · 
Lieveheersbeestjes · 
Bosvoorde Station · 
Delleur · 
Wiener · 
Valkerij · 
Tenreuken · 
Seny-park · 
Herrmann-Debroux · 
Oudergem-Shopping · 
Vorstrondpunt · 
Empain · 
Trammuseum · 
Bronnenpark · 
Voot · 
Woluwe Shopping · 
Roodebeek